# كلود غريغوري
كلود غريغوري (بالإنجليزية: Claude Gregory)‏ مواليد 26 ديسمبر 1958 في واشنطن العاصمة، هو لاعب كرة سلة أمريكي سابق. بدأ مسيرته الاحترافية في سنة 1981. تم اختياره من قبل فريق واشنطن ويزاردز خلال الدرافت. يبلغ طوله 6 قدم 8 بوصة (2.0 م). اعتزل اللعب في 1990.

## المسيرة الاحترافية
لعب مع نادي سرقسطة لكرة السلة في الدوري الإسباني في موسم 1981–1982، ثم لعب مع ساسكي باسكونيا في موسم 1982–1983، ثم لعب مع واشنطن ويزاردز في سنة 1986، ثم لعب مع لوس أنجلوس كليبرز في سنة 1988، ثم لعب مع بالاكانسترو ريجيانا في الدوري الإيطالي في سنة 1989، ثم لعب مع نادي بريوغان لكرة السلة في الدوري الإسباني في سنة 1990.

## روابط خارجية
- كلود غريغوري على موقع إن بي أي (الإنجليزية)
- كلود غريغوري على موقع سبورتس رفرنس (الإنجليزية)
- كلود غريغوري على موقع الدوري الإسباني لكرة السلة (الإسبانية)
- كلود غريغوري على موقع كلية كرة السلة في سبورتس رفرنس.كوم (الإنجليزية)
- كلود غريغوري على موقع ريلجم (الإنجليزية)
- كلود غريغوري على موقع بروبوليرز (الإنجليزية)
- كلود غريغوري على موقع سبورتس رفرنس (الإنجليزية)